# Памето Естејтс (Флорида)
Памето Естејтс (енгл. Palmetto Estates) насељено је место без административног статуса у америчкој савезној држави Флорида.

## Демографија
По попису из 2010. године број становника је 13.535, што је 140 (-1,0%) становника мање него 2000. године.
| Група             | 2000.         | 2010.         |
| Белци             | 2.311 (16,9%) | 1.546 (11,4%) |
| Афроамериканци    | 6.669 (48,8%) | 5.660 (41,8%) |
| Азијати           | 419 (3,1%)    | 450 (3,3%)    |
| Хиспаноамериканци | 3.953 (28,9%) | 5.840 (43,1%) |
| Укупно            | 13.675        | 13.535        |